# Ло Нуэстро 2003
Список артистов, награждённых премией «Ло Нуэстро» в 2003 году:

## Поп-музыка
- Альбом/Исполнитель (Album/Performer): Sin Bandera, Sin Bandera
- Певец (Male Artist): Juanes
- Певица (Female Artist): Shakira
- Группа или дуэт (Group or Dúo): Sin Bandera
- Открытие года (Best New Artist of the Year): Las Ketchup
- Песня года (Song of the Year, Performer): A Dios Le Pido, Juanes; Quitame Ese Hombre, Pilar Montenegro

## Рок
- Альбом/Исполнитель (Album/Performer): Revolución de Amor, Maná
- Исполнитель года (Best Performer) Juanes

## Тропический стиль
- Альбом/Исполнитель (Album/Performer): La Negra Tiene Tumbao, Celia Cruz
- Певец (Male Artist): Marc Anthony
- Певица (Female Artist): Celia Cruz
- Группа или дуэт года (Group or Duet): Celso Piña y Su Ronda Bogota
- Открытие года (Best New Artist): Proyecto Nuevo
- Песня года/Исполнитель (Song/Performer): La Vida Es Un Carnaval, Celia Cruz
- Лучшее исполнение меренге года (Best Merengue Performance): Elvis Crespo
- Лучшее исполнение сальсы года (Best Salsa Performance) : Celia Cruz
- Лучшее исполнение национальных танцев (Best Traditional Performance): Celso Piña y Su Ronda Bogota

## Местный/Мексиканский
- Альбом/Исполнитель (Album/Performer): Perdóname Mi Amor, Conjunto Primavera
- Певец (Male Artist): Joan Sebastian
- Певица (Female Artist): Pilar Montenegro
- Группа или дуэт года (Group or Duet): Intocable
- Открытие года (Best New Artist): Germán Lizárraga y Su Banda Estrellas de Sinaloa
- Песня года/Исполнитель (Song of the Year/Performer): Quítame A Ese Hombre, Pilar Montenegro
- Лучшее исполнение Техана года (Best Tejano Performance): Intocable
- Лучшее исполнение Групера года (Best Grupera Performance): Los Temerarios
- Лучшее исполнение Ранчера года (Best Ranchera Performance): Vicente Fernández
- Лучшее исполнение Банда года (Best Banda Performance): Banda El Recodo
- Лучшее исполнение Нортенья года (Best Norteño Performance): Conjunto Primavera

## Городской стиль
- Альбом года/Исполнитель (Best Album/Performer): Is Back, El General; Pura Gozadera, Proyecto Uno
- Исполнитель года (Best Performance): El General

## Приз по итогам Интернет-голосования
- Поп-музыка: Thalia
- Рок: Shakira
- Тропический стиль: Marc Anthony
- Местный: Vicente Fernández
- Городской стиль: El General

## Лучший видеоклип года
- Песня/Исполнитель/Режиссёр (Song/Artist/Director): A Dios Le Pido, Juanes, Gustavo Garzon